# Хучжоу
Хучжо́у (кит. упр. 湖州, пиньинь Húzhōu) — городской округ в провинции Чжэцзян КНР.

## География
Городской округ Хучжоу расположен на южном берегу озера Тайху.

## История
После объединения всех китайских земель в империю Цинь здесь был создан уезд Учэн (乌程县). Во времена империи Хань в 121 году до н.э. был создан уезд Гучжан (故鄣县). В 185 году южная часть уезда Гучжан была выделена в отдельный уезд Аньцзи, который получил название в честь строчки из «Ши цзин».
В эпоху Троецарствия эти места оказались в составе царства У. В 222 году здесь был создан уезд Юнъань (永安县), названный так по находившейся на его территории горе Юнъаньшань. В 266 году был создан округ Усин (吴兴郡), в качестве названия для которого были взяты иероглифы из фразы «царство У процветает» (吴国兴盛). После объединения китайских земель в империю Цзинь уезд Юнъань был в 280 году переименован в Юнкан (永康县), а три года спустя получил название Укан (武康县) по находящейся на его территории горе Уканшань. В 282 году из уезда Учэн был выделен уезд Чанчэн (长城县).
В эпоху Южных и Северных династий, когда эти места находились в составе империи Лян, округ Усин был преобразован в область Чжэньчжоу (震州), в качестве названия которой было использовано древнее название озера Тайху. Во времена империи Суй область была в 602 году переименована в Хучжоу (湖州, «Озёрная область»). 
Во времена империи Тан в 691 году из уезда Укан был выделен уезд Уюань (武康县). В 711 году он был переименован в Линьси (临溪县), а в 742 году — в Дэцин.
После того, как Чжу Вэнь основал государство Поздняя Лян, то соблюдая табу на имена, чтобы избежать использования иероглифа, читающегося так же, как и имя его отца Чжу Чэна, уезд Чанчэн был в 910 году переименован в Чансин.
Во времена империи Сун в 982 году из уезда Учэн был выделен уезд Гуйань (归安县). После монгольского завоевания в 1276 году область Хучжоу была преобразована в Хучжоуский регион (湖州路). После свержения власти монголов и основания империи Мин «регионы» были переименованы в «управы» — так в 1366 году появилась Хучжоуская управа (湖州府). Изначально она подчинялась напрямую императорскому Двору, но в 1381 году в связи с тем, что недавно созданная провинция Чжэцзян получилась очень маленькой, управа была передана в подчинение властям провинции Чжэцзян. Во времена империи Мин из уезда Аньцзи в 1487 году был выделен уезд Сяофэн (孝丰县). В 1506 году уезд Аньцзи был поднят в статусе, став областью Аньцзи (安吉州), и уезд Сяофэн перешёл в подчинение властям области Аньцзи. Во времена империи Цин область Аньцзи в 1774 году была понижена в статусе, вновь став уездом.
После Синьхайской революции в Китае была проведена реформа структуры административного деления, и в 1912 году управы были упразднены. Хучжоуская управа была ликвидирована, а уезды Учэн и Гуйань были объединены в уезд Усин (吴兴县).
После образования КНР в 1949 году был образован Специальный район Цзясин (嘉兴专区), и эти места вошли в его состав; уезды Аньцзи и Сяофэн вошли при этом в состав Специального района Линьань (临安专区). Урбанизированная часть уезда Усин была в 1949 году выделена в отдельный город Усин (吴兴市), в 1950 году переименованный в Хучжоу. В 1953 году Специальный район Линьань был расформирован, и уезды Аньцзи и Сяофэн перешли в состав Специального района Цзясин, а город Хучжоу был выведен из состава Специального района и подчинён напрямую правительству провинции Чжэцзян. В 1958 году город Хучжоу был возвращён в состав Специального района, а уезд Сяофэн был присоединён к уезду Аньцзи. В 1959 году власти Специального района переехали из города Цзясин в город Хучжоу. В 1962 году город Хучжоу был упразднён, а его территория была передана в состав уезда Усин. В 1970 году город Хучжоу был воссоздан.
В 1973 году Специальный район Цзясин был переименован в Округ Цзясин (嘉兴地区).
В 1981 году был расформирован уезд Усин, а его территория вошла в состав города Хучжоу.
В октябре 1983 года был расформирован округ Цзясин, а вместо него были образованы городские округа Цзясин и Хучжоу. Город Хучжоу был при этом расформирован, а вместо него были образованы Городской (城区) и Пригородный (郊区) районы городского округа Хучжоу.
В ноябре 1988 года Городской и Пригородный районы были упразднены, а их территория перешла под прямое управление властей городского округа.
В сентябре 1993 года опять было введено деление на районы: были образованы Городской район, район Наньсюнь и район Линху (菱湖区).
В 2003 году старое деление на районы было упразднено, а вместо этого было введено деление на два района — Усин и Наньсюнь.

## Административно-территориальное деление
Городской округ Хучжоу делится на 2 района, 3 уезда:
| Карта                             | Карта    | Карта     | Карта          | Карта            | Карта         |
| --------------------------------- | -------- | --------- | -------------- | ---------------- | ------------- |
| Усин Наньсюнь Дэцин Чансин Аньцзи |          |           |                |                  |               |
| Статус                            | Название | Иероглифы | Пиньинь        | Население (2010) | Площадь (км²) |
| Район                             | Усин     | 吴兴区    | Wúxīng qū      |                  |               |
| Район                             | Наньсюнь | 南浔区    | Nánxún qū      |                  |               |
| Уезд                              | Дэцин    | 德清县    | Déqīng xiàn    |                  |               |
| Уезд                              | Чансин   | 长兴县    | Chángxīng xiàn |                  |               |
| Уезд                              | Аньцзи   | 安吉县    | Ānjí xiàn      |                  |               |

## Экономика

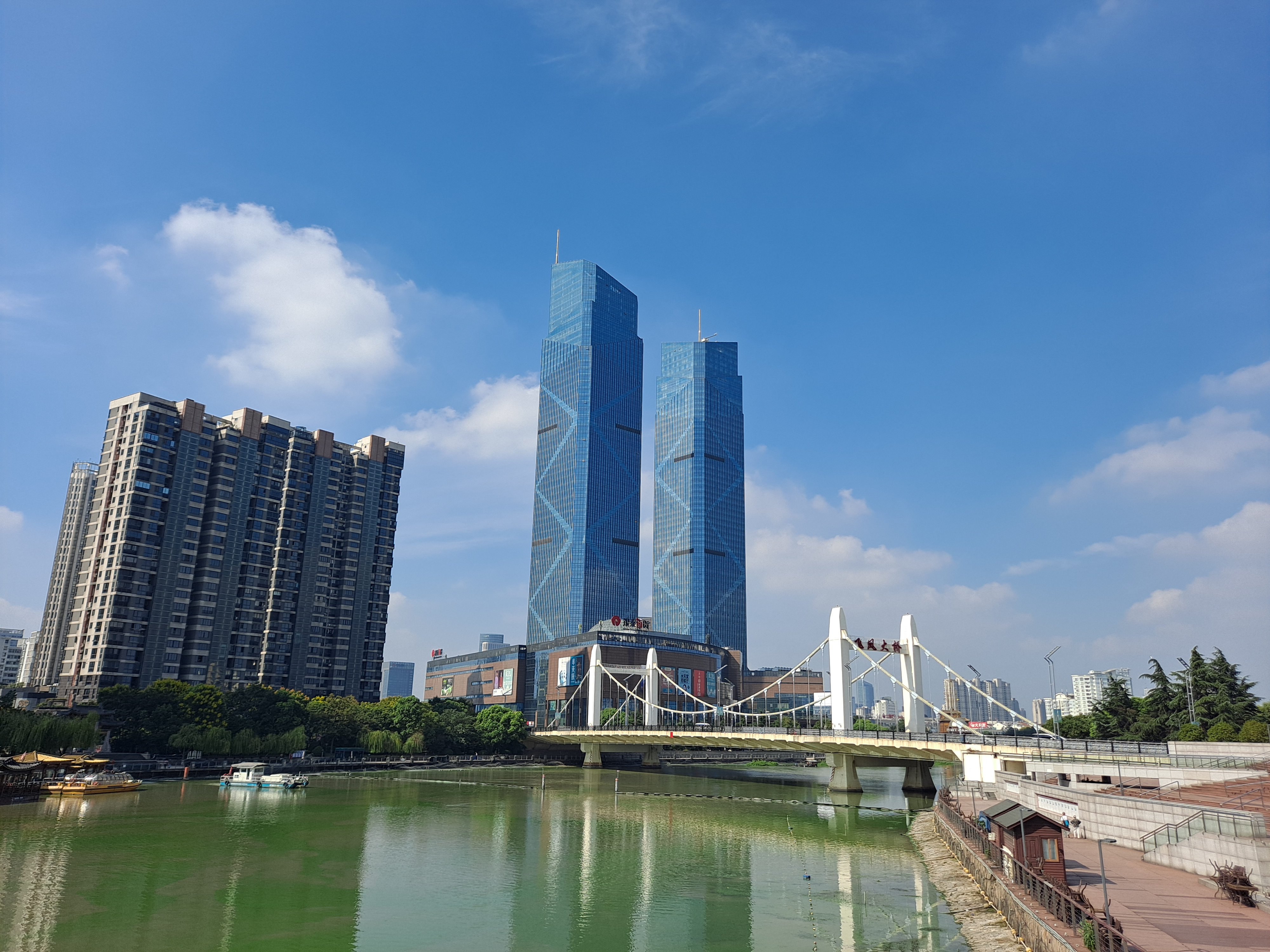
Деловой центр возле парка Сянван

В округе расположены аккумуляторные заводы Tianneng Power, Chilwee Group, SVOLT и Chaowei Energy & Power, заводы химических волокон Tongkun Group, Xinfengming Group и Unifull Industrial Fibre, заводы строительных материалов Dehua TB New Decoration Material, завод диагностического оборудования Orient Gene Biotech, заводы складских погрузчиков Noblelift Intelligent Equipment и Dingli Machinery, мебельные фабрики Henglin Home Furnishings и UE Furniture, ракетный завод компании LandSpace.
Посёлок Дайси является крупным центром косметической промышленности. Древний город Шуанлинь привлекает многочисленных туристов.

## Транспорт
В 2024 году введена в эксплуатацию 163-километровая высокоскоростная железная дорога Хучжоу — Сучжоу — Шанхай. Проектная скорость движения поездов по новой линии составляет 350 км/ч.